# Sap (álbum)
Sap é um EP acústico da banda de rock Alice in Chains, lançado em 4 de fevereiro de 1992 pela Columbia Records. Sap marca a primeira vez que o guitarrista Jerry Cantrell assumiu os vocais principais num álbum do Alice in Chains, e também conta com as participações de Ann Wilson da banda Heart, Chris Cornell do Soundgarden e Mark Arm do Mudhoney. Em 14 de janeiro de 1994, Sap ganhou o disco de ouro pela Recording Industry Association of America por ter vendido mais de 500 mil cópias.

## Origem
O EP é nomeado devido a um sonho que o baterista Sean Kinney teve após terminar o álbum. Nele, os membros da banda estão em uma coletiva de imprensa e anunciam que o nome do álbum será Sap devido ao seu som "bobo" (em inglês, sappy) ou mais leve comparado ao álbum anterior da banda, Facelift.
O EP foi gravado em quatro ou cinco dias em novembro de 1991.
Foi o vocalista Layne Staley quem incentivou o guitarrista Jerry Cantrell a cantar os vocais principais no álbum. Cantrell assume o vocal principal em "Brother" e divide com Staley em "Got Me Wrong".
O EP conta com a participação especial da cantora Ann Wilson da banda Heart, que se juntou ao vocalista Layne Staley e ao guitarrista Jerry Cantrell em "Brother" e "Am I Inside." Além de Mark Arm do Mudhoney e Chris Cornell do Soundgarden, que cantam na faixa "Right Turn," creditada a "Alice Mudgarden" no álbum. A canção foi incluída no filme Black Hawk Down de 2001.
Foi o guitarrista Jerry Cantrell que convidou Wilson, Cornell e Arm para cantar em Sap.

## Lançamento
| Críticas profissionais                                                      | Críticas profissionais |
| Avaliações da crítica                                                       | Avaliações da crítica  |
| Fonte                                                                       | Avaliação              |
| --------------------------------------------------------------------------- | ---------------------- |
| Allmusic                                                                    | [ 11 ]                 |
| Rolling Stone                                                               | [ 12 ]                 |
| Esta tabela precisa de ser acompanhada por texto em prosa. Consulte o guia. |                        |

Sap foi lançado em 4 de fevereiro de 1992. A banda não quis nenhum tipo de divulgação para EP e apenas o colocaram nas lojas para ver se as pessoas iriam comprá-lo.
O álbum também foi relançado em 1994 como uma edição limitada de duplo vinil junto com Jar of Flies. Jar of Flies está nos lados 1 e 2. Sap está no lado 3 e uma gravura do logotipo do Alice in Chains está no lado 4.
O álbum foi relançado em 1995 quando "Got Me Wrong" se tornou um hit após sua inclusão na trilha sonora do filme de 1994 Clerks. A versão relançada incluía letras e arte ligeiramente diferente.

## Faixas
Edição Do Jar Of Flies E Sap
1. Rotten Apple
2. Nutshell
3. I Stay Away
4. No Excuses
5. Whale & Wasp
6. Don't Follow
7. Swing On This
8. "Brother" (Cantrell) – 4:27
9. "Got Me Wrong" (Cantrell) – 4:12
10. "Right Turn" (Cantrell) – 3:17
11. "Am I Inside" (Cantrell/Staley) – 5:09
12. "Love Song" – 3:44
13. (Etching)

- "Right Turn" é creditada a Alice Mudgarden. "Love Song" não está listada no CD.
- edição De Disco Do Sap E Jar Of Flie
- Bonus Do Album

## Créditos

### Banda
- Layne Staley - vocal, bateria em "Love Song"
- Jerry Cantrell - guitarra, vocal, baixo em "Love Song"
- Mike Starr - baixo, guitarra em "Love Song"
- Sean Kinney - percussão, bateria, megafone e piano em "Love Song"

### Participações
- Chris Cornell - vocal em "Right Turn"
- Mark Arm - vocal em "Right Turn"
- Ann Wilson - vocal em "Brother" e "Am I Inside"
- Alice Mudgarden - nome para os membros combinados do Alice in Chains, Mudhoney e Soundgarden

### Técnicos de Produção
- Alice in Chains - produção
- David Coleman - direção de arte
- Rick Parashar - produção
- Eddy Schreyer - masterização
- Rocky Schenck - fotografia

## Posições nas paradas

### Singles
| Ano  | Single         | Parada                 | Posição |
| ---- | -------------- | ---------------------- | ------- |
| 1995 | "Got Me Wrong" | Mainstream Rock Tracks | 7       |
| 1995 | "Got Me Wrong" | Modern Rock Tracks     | 22      |